# Tyrrell 018
O 018 é o modelo utilizado da Tyrrell na temporada de 1989 a partir do GP de San Marino e em 1990 nos GPs: Estados Unidos e Brasil de Fórmula 1. Condutores: Jonathan Palmer, Michele Alboreto, Jean Alesi, Johnny Herbert e Satoru Nakajima.

http://f1-facts.com/overview/product/2565 Imola 1989 - Jonathan Palmer

http://f1-facts.com/overview/product/2566 Le Castellet 1989 - Jean Alesi

## Resultados[1]
(legenda) (em itálico indica volta mais rápida)
| Ano  | Chassi | Motor                | N° | Pilotos          | 1   | 2    | 3   | 4     | 5     | 6     | 7    | 8     | 9     | 10   | 11    | 12    | 13   | 14   | 15    | 16    | Pontos  | Posição |  |
| ---- | ------ | -------------------- | -- | ---------------- | --- | ---- | --- | ----- | ----- | ----- | ---- | ----- | ----- | ---- | ----- | ----- | ---- | ---- | ----- | ----- | ------- | ------- |  |
|      |        |                      |    |                  |     |      |     |       |       |       |      |       |       |      |       |       |      |      |       |       |         |         |  |
|      |        |                      |    |                  | BRA | SMR  | MON | MEX   | USA   | CAN   | FRA  | GBR   | GER   | HUN  | BEL   | ITA   | POR  | ESP  | JAP   | AUS   |         |         |  |
| 1989 | 018    | Ford Cosworth DFR V8 | 3  | Jonathan Palmer  |     | 6 G  | 9 G | Ret G | 9 G   | Ret G | 10 G | Ret G | Ret G | 13 G | 14 G  | Ret G | 6 G  | 10 G | Ret G | NQ G  | 16      | 5°      |  |
| 1989 | 018    | Ford Cosworth DFR V8 | 4  | Michele Alboreto |     | NQ G | 5 G | 3 G   | Ret G | Ret G |      |       |       |      |       |       |      |      |       |       | 16      | 5°      |  |
| 1989 | 018    | Ford Cosworth DFR V8 | 4  | Jean Alesi       |     |      |     |       |       |       | 4 G  | Ret G | 10 G  | 9 G  |       | 5 G   |      | 4 G  | Ret G | Ret G | 16      | 5°      |  |
| 1989 | 018    | Ford Cosworth DFR V8 | 4  | Johnny Herbert   |     |      |     |       |       |       |      |       |       |      | Ret G |       | NQ G |      |       |       | 16      | 5°      |  |
|      |        |                      |    |                  |     |      |     |       |       |       |      |       |       |      |       |       |      |      |       |       |         |         |  |
|      |        |                      |    |                  | USA | BRA  | SMR | MON   | CAN   | MEX   | FRA  | GBR   | GER   | HUN  | BEL   | ITA   | POR  | ESP  | JAP   | AUS   |         |         |  |
| 1990 | 018    | Ford Cosworth DFR V8 | 3  | Satoru Nakajima  | 6 P | 8 P  |     |       |       |       |      |       |       |      |       |       |      |      |       |       | 71 (16) | 5°      |  |
| 1990 | 018    | Ford Cosworth DFR V8 | 4  | Jean Alesi       | 2 P | 7 P  |     |       |       |       |      |       |       |      |       |       |      |      |       |       | 71 (16) | 5°      |  |

↑1  Alesi marcou 7 pontos e Nakajima 2 num total de 9 pontos com o Tyrrell 019.